# Pecorino sardo
Pour les articles homonymes, voir Pecorino (fromage).
Le Pecorino sardo est un fromage au lait entier de brebis sarde, à pâte semi-cuite, un pecorino produit de la "Barbagia" mais aussi sur tout le territoire de la région autonome de Sardaigne.
Depuis le 1er juillet 1996, la dénomination Pecorino Sardo est protégée au niveau européen par une appellation d'origine protégée (AOP).

## Caractéristiques
Produit de l'économie pastorale traditionnelle sarde, ce fromage est issu d'élevage d'ovins exploitant principalement des pâturages naturels de l'île, où se pratique la transhumance sarde traditionnelle, notamment dans les villages de la "Barbagia".
De forme circulaire aux faces planes, ce fromage existe en deux types : le doux, à l’arôme proche du lait de brebis, et le mûr, affiné au minimum en deux mois avec un goût plus fort et piquant. Sa pâte est moelleuse et élastique. Le fromage pèse 1 à 2,3 kg.
Ce produit sert également de base à une recette sarde : le Casu marzu. Il s'agit d'une meule de Pecorino Sardo amenée à son stade ultime de fermentation grâce à l'action digestive des larves de la mouche du fromage, la Piophila casei, délibérément introduites dans le fromage.
L'appellation "Pecorino Sardo" est synonyme de goût apporté par une pâte semi-cuite, qui doit attendre 20–60 jours avant d'être consommée.
Le fromage est produit par des éleveurs pratiquant la transhumance en Sardaigne, qui fait l'objet de circuits de randonnée en Sardaigne.